# Too Late the Hero
Too Late the Hero ist eine 2003 gegründete Post-Hardcore-Band aus Berwick in Maine.

## Geschichte
Im Sommer 2003 wurde Too Late the Hero als Nebenprojekt von fünf befreundeten Musikern gegründet. Diese sind Jared Wilbur (Gesang), Aaron Caple (Schlagzeug), Nate Duckworth (Bass) und Mike St. Hilaire (Gitarre). 2004 veröffentlichte man die EP The Arming, eine CD mit 6 Stücken, die man aus eigener Tasche finanzierte. Ihre erste Tour stemmte die Band ebenfalls alleine. Im selben Jahr gab die Band bereits erste Konzerte in Neuengland und in der Region.
Im Frühling 2005 verließ St. Hilaire die Band und wurde durch Nate Johnson ersetzt. Johnson spielte bereits bei der Band In The Arms Of Providence.
2007 erschien ihr Debütalbum Is This Thing On?. Es wurde am 6. März 2007 veröffentlicht. Auch dieses Album wurde aus eigener Tasche finanziert.
Im Juni 2009 folgte mit The Revenge eine weitere EP. Zusätzlich zu dieser erschien eine DVD, die ein komplettes Konzert, Bandfotos, Biographien der Musiker und diverse weitere Videos enthält. Wie die beiden Vorgängeralben wurde auch The Revenge als Eigenproduktion veröffentlicht. Produzent aller drei Alben war Josh Wilbur, der bereits mit Lamb of God, Atreyu und Haste the Day zusammenarbeitete.
Im August 2010 gab die Band erstmals außerhalb der USA ein Konzert. Die Band spielte in Mexiko. Derzeit besteht die Band aus Jared Wilbur (Gesang), Nate Duckworth (Bass), Aaron Caple (Schlagzeug), Jack Stolz (Gitarre) und Kevin Billingslea (Gitarre). Nate Johnson und Tim Mueller, die zwischenzeitlich Gitarristen der Band waren, hatten diese verlassen.
Die Band gab bereits mehrere Konzerte, unternahm Touren und nahm auch an mehreren Festivals teil, wo sie die Bühne mit Acts wie Panic! at the Disco, Anti-Flag, Dropping Daylight, Boysetsfire, People In Planes, Chiodos, Damone, Augustana, Name Taken, Bayside, As Tall as Lions, The Receiving End of Sirens, Folly, Downtown Singapore, A Day to Remember, In Fear And Faith, A Skylit Drive, I See Stars, Attack Attack!, Dance Gavin Dance und Outsmarting Simon teilte.
Inzwischen steht die Band bei The End Records und ReThink Records, das 2011 von Chris Adler, dem Drummer von Lamb of God, gegründet wurde, unter Vertrag. Ihr zweites Studioalbum Statement of Purpose erschien am 12. April 2011. Die Gruppe tourte mit Memphis May Fire und This Romantic Tragedy durch die USA und Kanada. Diese Tour startete mit einem Auftritt beim 3-tägigen New England Metal and Hardcore Festival, wo die Band am 14. April 2011 zusammen mit MyChildren MyBride, Arsonists Get All the Girls und This or the Apocalypse spielte. Im Juni spielte Too Late the Hero mit Vanna, Our Last Night und Texas in July.
Es sind Songs aus allen drei Alben der Band im Airplay diverser Radio-Stationen in Maine und New Hampshire zu hören.
Auf kickstarter.com veröffentlichte die Band eine Hilfeanfrage an die Fans zur Unterstützung des Bandvans. Je nach Höhe der Spende schickt die Gruppe jedem Spender ein Überraschungspaket.

## Diskografie

### Alben
- 2007: Is This Thing On?
- 2011: Statement of Purpose

### EPs
- 2005: The Arming
- 2009: The Revenge